# Juan Sordo Madaleno
Juan Sordo Madaleno (Ciudad de México, 28 de octubre de 1916 — ídem, 13 de marzo de 1985) fue un arquitecto mexicano. Realizó sus estudios superiores en la Escuela Nacional de Arquitectura de la Universidad Nacional Autónoma de México (UNAM) y estableció su despacho en 1937, colaborando desde entonces con otras firmas de arquitectos reconocidos como Luis Barragán, José Villagrán García, Augusto H. Álvarez, Ricardo Legorreta, Francisco Serrano y José A. Wiechers. En un principio mantuvo influencia por el estilo de la Bauhaus y de Le Corbusier. Sus obras estuvieron centradas principalmente en hoteles, edificios residenciales y de oficinas, así como centros comerciales.
El 20 de junio de 1941 contrajo matrimonio con Magdalena Bringas Aguado con quien procreó a José Juan (1942-1974), Magdalena (*1944) y Javier (*1956). Este último también arquitecto y siguiendo los pasos de su padre, creó en 1982 la firma Sordo Madaleno y Asociados, segunda fase del despacho de su padre.

## Obras
Algunas de sus principales obras se enlistan a continuación.

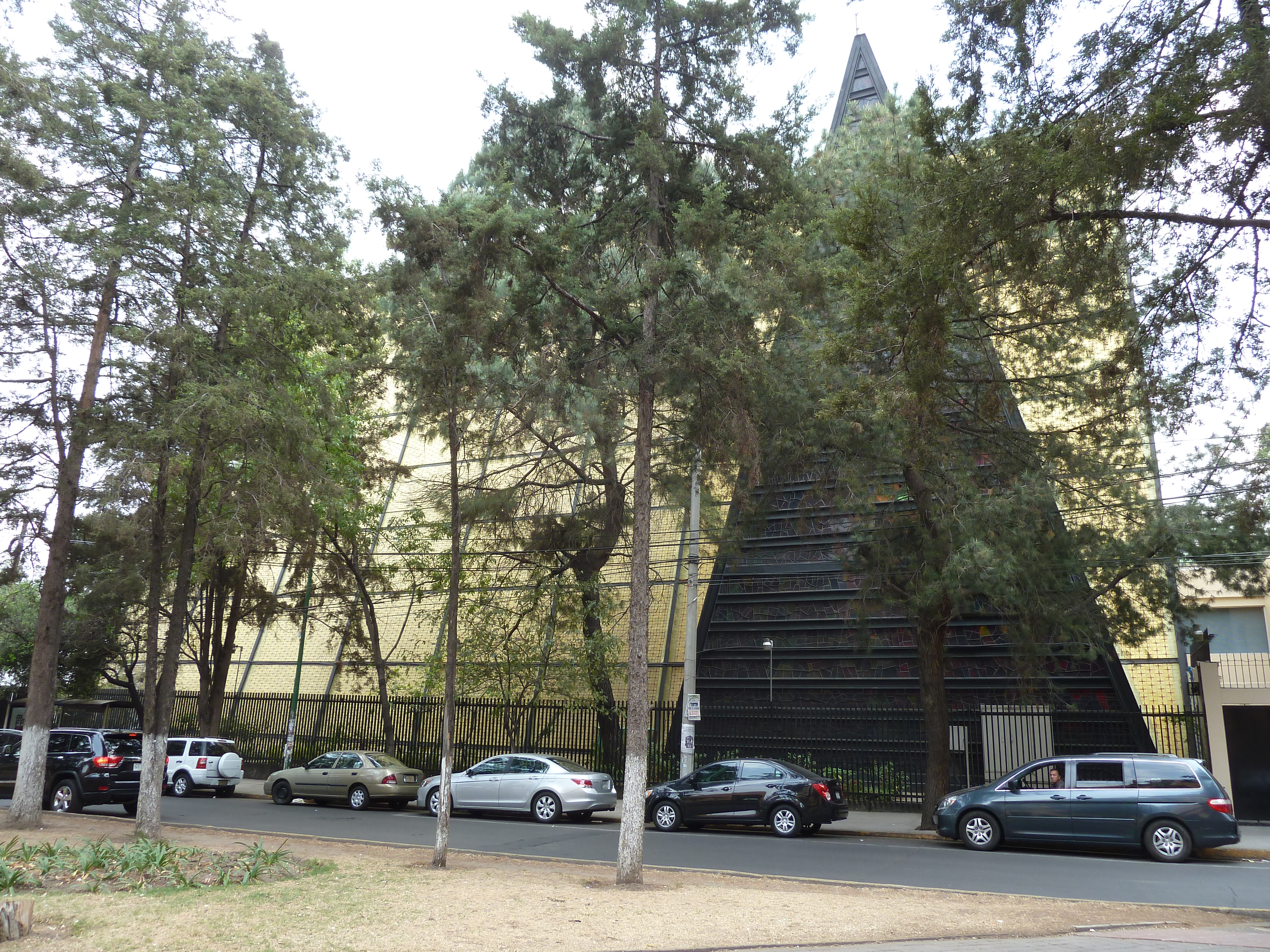
Colonia de Polanco, Iglesia de San Ignacio de Loyola

- 1951 — Cine Ermita - Ciudad de México
- 1954 — Cine París - Ciudad de México
- 1958 — Torre Contigo (nombrada en un principio Torre Anáhuac) - Ciudad de México
- 1959 — Hotel El Presidente - Acapulco, Guerrero
- 1958 — Cabaret La Jacaranda del Hotel El Presidente (en colaboración con el arquitecto Félix Candela) - Acapulco de Juárez, Guerrero
- 1960 — Fabrica Merck-Sharp & Dohme - Ciudad de México
- 1961 — Hotel María Isabel - Ciudad de México (en colaboración con José Villagrán García)
- 1961 — Iglesia y parroquia de San Ignacio de Loyola - Ciudad de México
- 1962 — Cartuchos Deportivos de México (en colaboración con el arquitecto Félix Candela) - Cuernavaca, Morelos
- 1964 — Palacio de Justicia - Ciudad de México (en colaboración con el arquitecto José Adolfo Wiechers)
- 1969 — Plaza Universidad - Ciudad de México
- 1969 — Hotel El Presidente - Cozumel, Quintana Roo
- 1971 — Plaza Satélite - Ciudad Satélite, Naucalpan, Estado de México
- 1974 — Hotel El Presidente - Cancún, Quintana Roo
- 1975 — Palmas 555  - Ciudad de México
- 1976 — Centro Corporativo Bancomer - Ciudad de México
- 1977 — Hotel Presidente InterContinental - Ciudad de México
- 1980 – Perisur  - Ciudad de México[3]